# مسجد ومئذنة علي
مسجد ومئذنة علي (بالفارسية: مسجد و مناره علی) هو مسجد ومئذنة تاريخي يعود إلى عصر الدولة السلجوقية، ويقع في أصفهان.